# Psicologia dell'età evolutiva
La psicologia dell'età evolutiva è il settore della psicologia dello sviluppo che studia il processo di crescita e organizzazione delle persone, legata alla crescita fisica e psicologica nell'ambiente sociale, nel periodo che va dalla nascita ai 18 anni. Infatti in questo periodo la personalità va acquistando, attraverso alcuni processi evolutivi, una maggiore autonomia e maturazione nella comprensione della partecipazione affettiva e di socializzazione.
Solitamente questo processo viene diviso in cinque fasi:
- la prima infanzia (da zero a due anni);
- la seconda infanzia (da due a sei anni);
- la fanciullezza (da sei a dieci anni);
- la preadolescenza (da dieci ai 14)
- l'adolescenza (dai 14 ai  18 anni).

Le divisioni sono convenzionali e ogni individuo può attraversare queste fasi ad età differenti.
Il passaggio da una fase all'altra implica spesso un periodo di crisi, che è fondamentale per adattare la propria visione del mondo alla maggiore complessità della vita interiore.

## Teorie dello sviluppo infantile

### Le teorie cognitive

#### L'epistemologia genetica
Un importante contributo allo studio dello sviluppo infantile è stato dato da Jean Piaget che, nell'Introduzione all'epistemologia genetica del 1951, analizzava l'evoluzione del bambino in stretto rapporto con l'ambiente che lo circonda. 
Piaget utilizzava il metodo clinico che consisteva nell'osservazione sistematica del comportamento del bambino in una determinata situazione sperimentale. Il suo obiettivo era quello di comprendere l'origine e lo sviluppo del pensiero, dimostrando che si strutturava in relazione al mondo esterno. 
Piaget postula che le strutture mentali del bambino, inizialmente semplici e legate all'azione, pian piano diventino più complesse. Questo processo si realizzerebbe grazie a due fondamentali meccanismi:
- l'assimilazione, quando il bambino via via incorpora nelle sue strutture mentali le nuove informazioni provenienti dall'incontro con il mondo esterno;
- l'accomodamento, quando il bambino rinnova gli schemi conoscitivi preesistenti attraverso la rielaborazione del materiale acquisito.

Questa attività si ripete ogni volta che il bambino si trova ad affrontare situazioni nuove.
Secondo Piaget esistono 4 stadi nello sviluppo cognitivo del bambino: sensomotorio, preoperatorio, operatorio concreto, operatorio formale .

#### La scuola storico-culturale
Teoria fondata a partire dal lavoro di Lev Semyonovich Vygotskij alla fine degli anni venti del XX secolo e sviluppata dai suoi studenti prima in Europa e poi in tutto il mondo. Questo approccio assume come principio di partenza che la psiche non sia un'entità ideale, ma un prodotto dell'evoluzione animale, divenuto funzionalmente sempre più complesso sotto l'influenza di fattori storici, sociali e culturali. L'idea centrale è che lo sviluppo della psiche essendo guidato e influenzato dal contesto sociale e dalla cultura del particolare luogo e momento storico in cui la persona si trova a vivere, si sviluppa entrando in contatto con tali stimoli tramite "strumenti" (come il linguaggio) che l'ambiente stesso mette a disposizione.

### Teorie comportamentiste sull'apprendimento
In termini psicologici per apprendimento  si intende l'acquisizione o la modifica di conoscenze, comportamenti, abilità, valori o preferenze e può riguardare la sintesi di diversi tipi di informazione. Pensando all'evoluzione del comportamento nel tempo si può descrivere una curva di apprendimento. Diverse discipline si interessano allo studio dell'apprendimento umano, tra queste anche la psicologia dello sviluppo, la pedagogia e le scienze dell'educazione. I primi contributi sperimentali in relazione all'apprendimento provengono dagli esperimenti negli anni venti di Ivan Pavlov  che individua così il principio del condizionamento classico. A partire da quel periodo tali studi vengono ampliati ed approfonditi con la psicologia comportamentale che vede in John Watson (psicologo) e Burrhus Skinner alcuni dei più influenti esponenti.

### Teorie psicodinamiche
Lo sviluppo durante l'età evolutiva viene descritto in una prospettiva psicanalitica come fondamentalmente inconscio, ovvero al di fuori della consapevolezza. Il comportamento in questo quadro emergerebbe come mera manifestazione esteriore, di superficie e che una piena comprensione dei vari passaggi dello sviluppo di ogni persona derivi da una attenta analisi delle dinamiche inconscie della psiche. Le relazioni con i genitori fin dalla primissima età risultano centrali per lo sviluppo, influenzandolo significativamente. Questo evidenzia quanto la sfera emotiva risulti determinante.
Sigmund Freud già nel 1905 nei suoi Tre saggi sulla teoria sessuale tenta di delineare le fasi dello sviluppo psicosessuale dell'individuo; questo nonostante non abbia mai trattato bambini, se non nell'unico incontro che ebbe con il piccolo Hans. Freud ipotizza come nel processo evolutivo del bambino vi sia una sperimentazione di molteplici pulsioni parziali libidiche orientate al principio del piacere, che coinciderebbero infine con il primato delle zone genitali. Bambini e bambine in prima istanza attraverserebbero una fase detta di narcisismo primario, poiché la loro libido sarebbe diretta non verso un oggetto esterno ma verso il proprio corpo attraverso diverse zone erogene. 
Melanie Klein, nei Contributi alla psicoanalisi (1921-1945), rielaborò l'idea psicoanalitica di Freud sostituendo le fasi dello sviluppo con la concezione delle posizioni, con le quali lega lo stato di organizzazione dell'Io alla costante interazione con gli oggetti esterni, rappresentati dalla madre e dai simboli che ne sostituiscono la mancanza nei primi mesi di vita.
René Spitz, nel suo Lo sviluppo evolutivo del bambino (1958), ritiene che lo sviluppo del bambino proceda da uno "stadio di indifferenziazione" a uno "stadio relazionale", dove il bambino realizza il rapporto con gli altri, integrando la propria identità. Questo processo di integrazione si realizza a vari livelli di complessità, suddiviso in quattro tappe, ciascuna delle quali è caratterizzata da un organizzatore (struttura psichica che favorisce l'integrazione):
- Lo stadio pre-oggettuale va dalla nascita fino ai primi tre mesi di vita. In questo stadio non esiste la differenza tra mondo interno e mondo esterno. L'organizzatore è il principio di costanza, capace di permettere il raggiungimento dello stato di quiete.
- Lo stadio dell'oggetto precursore va dai tre agli otto mesi. Qui il bambino inizia ad avere una consapevolezza degli oggetti parziali. L'organizzatore di questa tappa è la risposta al sorriso come prima fonte di comunicazione.
- Lo stadio dell'oggetto libidico interno va dagli otto mesi ai quindici mesi. In questa tappa il bambino riconosce l'oggetto (la madre) nella sua unità. L'organizzatore è rappresentato dall'"angoscia dell'estraneo", che sottolinea la paura di perdere l'oggetto del desiderio.
- Lo stadio della strutturazione del Sé va dai quindici mesi in poi, ed è la fase in cui si sviluppa l'individualità del bambino. L'organizzatore è la cosiddetta "comparsa del no", che esprime e organizza lo strutturarsi della sua capacità di opposizione e di giudizio.

Il contributo di Spitz è molto importante, anche perché individuò la depressione anaclitica, una sindrome depressiva molto grave che colpisce i bambini abbandonati e che può portarli alla morte per deperimento organico.
Altre contributi psicodinamici molto significativi sono quelli sviluppati da Donald Winnicott(rapporti oggettuali primari) e Heinz Kohut (sviluppo psicologico come graduale trasformazione da un narcisismo infantile a un narcisismo maturo).

### Teorie etologiche
John Bowlby sviluppò la Teoria dell'attaccamento e la collega Mary Ainsworth elaborò una situazione sperimentale per determinare il tipo di attaccamento tra caregiver e infante chiamata "strange situation"